# Ossy
Ossy ist ein Dorf im Powiat Tarnogórski in der Woiwodschaft Schlesien, Polen. Es gehört zur Gmina Ożarowice.
Zwischen 1954 und 1972 war das Dorf Teil der Gromada Tąpkowice und von 1975 bis 1998 gehörte es zur Woiwodschaft Kattowitz.
Ossy liegt am Nordrand der Oberschlesischen Platte, am östlichen Ufer des Sees Staubecken Kozłowa Góra. Der Ort ist ca. 20 km nördlich von Katowice und ca. 11 km östlich der Kreisstadt Tarnowskie Góry gelegen.

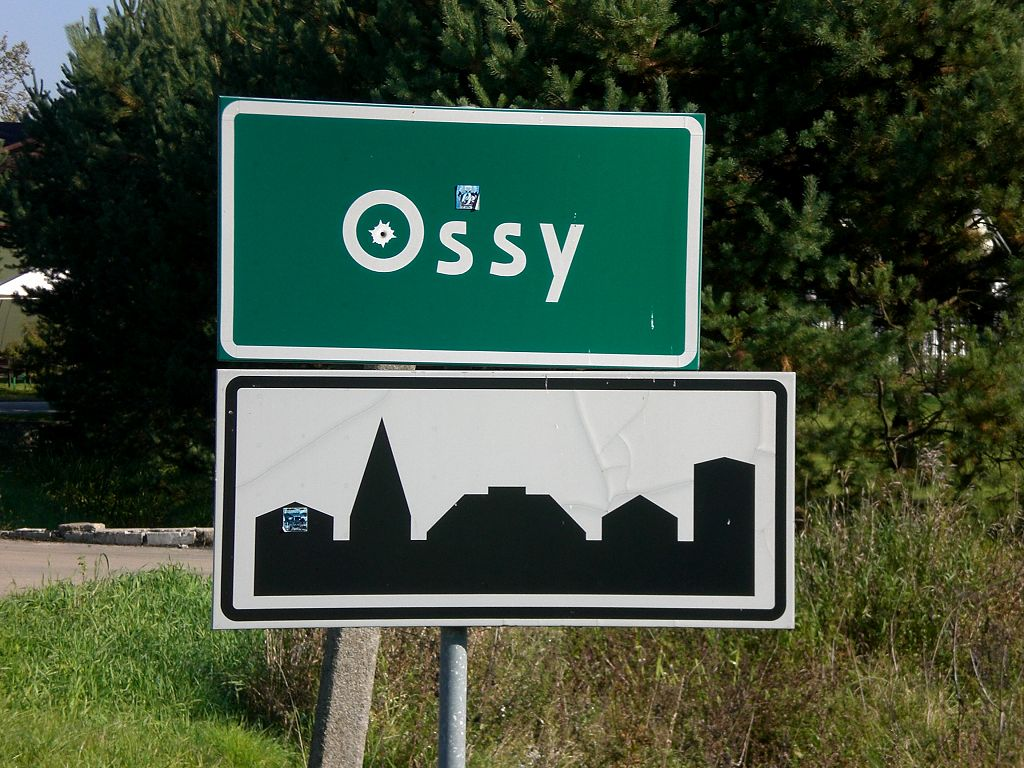
Ortsschild von Ossy
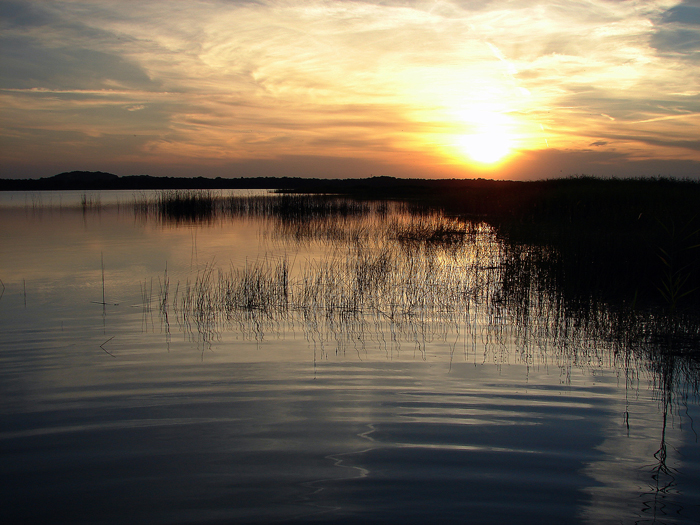
Blick auf den Jezioro Świerklaniec von Ossy aus.